# Młyn Hilberta
Młyn Hilberta – zabytkowy młyn zbożowy zlokalizowany w Dzierżoniowie na Dolnym Śląsku
Jeden z najlepiej zachowanych tego typu obiektów w Polsce. Jego historia sięga lat 40. XIX wieku, kiedy to rodzina Hilbertów zainwestowała w budowę młyna, który składa się z trzech głównych części związanych z etapami produkcji mąki oraz budynków pobocznych. Przedsięwzięcie to było kontynuacją wcześniejszej działalności Hilbertów, którzy prowadzili młyn w Bielawie, ale zdecydowali się na nowoczesny obiekt w Dzierżoniowie.
Początkowo młyn funkcjonował jako zakład parowy, a w 1930 roku przeszedł na napęd elektryczny.  Największa modernizacja miała miejsce w latach 30. XX wieku, kiedy to, oprócz wprowadzenia napędu elektrycznego, obiekt został wyposażony w system przeciwpożarowy, obejmujący wieżę ciśnień i sieć tryskaczy.  

## Historia i rozwój[2]
Rodzina Hilbertów pochodziła z Bielawy, gdzie Karol Zygmunt Hilbert założył pierwszy na Śląsku młyn parowy. Kontynuując jego dzieło, bracia Hilbertowie zdecydowali się na przeniesienie swojej działalności do Dzierżoniowa, po tym jak linia kolejowa Jaworzyna Śląska – Kamieniec Ząbkowicki ominęła Bielawę. W 1868 roku uruchomili młyn zbożowy w Dzierżoniowie, który początkowo mielił 20 ton zboża na dobę. W 1930 roku, pod kierownictwem Hermana Hilberta, młyn przeszedł na napęd elektryczny, co umożliwiło zwiększenie jego wydajności do 130 ton dziennie. W rękach rodziny Hilbertów, a następnie bliskiego przyjaciela rodziny, młyn pozostał do 1945 roku. W tym okresie zbudowano również potężne stalowe elewatory i zainstalowano nowoczesne mlewniki. Młyn stał się jednym z największych i najnowocześniejszych obiektów młynarskich na Śląsku. 

## Zarządzanie po II wojnie światowej[3]
Po zakończeniu II wojny światowej, młyn przez dekadę znajdował się pod zarządem Armii Czerwonej, która produkowała tu mąkę i kasze na potrzeby wojsk. W 1951 roku obiekt został przekazany pod polskie zarządzanie i kontynuował produkcję do 2016 roku, kiedy to został zakupiony przez Fundację Ochrony Dziedzictwa Przemysłowego Śląska. Po zakończeniu działalności produkcyjnej, maszyny młyna zostały zakonserwowane, a obiekt przekształcony w muzeum, które obecnie jest dostępne dla zwiedzających.

## Znaczenie i wartość
Młyn Hilberta stanowi unikatowy zabytek techniki młynarskiej, zachowując kompletny ciąg technologiczny z lat 30. XX wieku. Jego architektura i historyczne wyposażenie oferują cenny wgląd w rozwój technologii młynarskiej na Dolnym Śląsku.